# 龚昇
龚昇（1930年1月16日—2011年1月10日），有时也被写作龚升，男，江蘇省川沙县（今上海市浦東新區）人，中国数学家，第五届华罗庚数学奖获得者。主要研究领域为多复变函数论，参与筹建中国科学技术大学数学系，文化大革命结束后担任中国科学技术大学副校长，参与了1980年代中国科学技术大学的教育改革。曾师从华罗庚与陈建功。

## 生平
1930年1月16日，龚昇出生于江苏省川沙县（今上海市浦東新區）北蔡镇，为兄弟四人中最小。其祖辈本家境殷实，但由于经商不善，至父辈时已经负债累累。1937年，因战乱迁居上海，父亲龚俊超几次想让龚昇辍学打工，但为母亲杨本垚所阻止。1938年至1941年，龚昇在上海美德小学完成了小学学业。1941年，进入崇实中学读初中，次年转学至培真中学，期间受到在该中学任教的吴文俊的指点，并获赠理查·科朗特编写的微积分教材。1944年，龚昇考入复旦中学，因成绩优异跳级就读高二。1946年，龚昇以全校第一成绩毕业，并获得了保送复旦大学的资格。
经向吴文俊求教后，龚昇决定修习数学，由于当时复旦大学数学系较弱，于是放弃复旦大学的保送资格，并在1946年秋考入上海交通大学数学系。在上海交通大学求学期间，聆听了朱公谨与武崇林等的课程，其中朱公谨教授的微积分对其影响很大。在校期间，龚昇还多次参加罢课、游行等学生运动，在1949年7月加入中国共青团，次年5月加入中国共产党。
1950年7月，龚昇毕业于上海交通大学数学系，被分配至重工业部，但经苏步青和陈建功努力，改调至中国科学院数学所筹备处。1950年8月，由于数学所筹备处刚刚成立，龚昇暂时以筹备处实习研究员身份在浙江大学跟随陈建功学习，与夏道行同为陈建功研究生，还担任了浙江大学团总支书记。同年，胡和生考取苏步青研究生，而谷超豪为苏步青助教，四人因此在浙江大学结识。在浙江大学期间，龚昇主要跟随陈建功学习了几何函数论，也学习了古典傅里叶分析。1951年春，在《科学记录》上正式发表了第一篇学术论文。1952年3月，因肺结核在浙江大学医院养病四个月后，龚昇回上海家中继续休养。期间，因院系调整，浙江大学数学系被并入复旦大学。1953年4月，龚昇回到复旦大学接着跟随陈建功学习至1954年11月完成学业。
1954年，龚昇前往北京，开始跟随华罗庚进行学习多复变函数论，与陆启铿主要参与了多复变函数讨论班。1955年，被推选参与全国青年社会主义建设积极分子大会。1956年，龚昇升任助理研究员。
1958年8月，调入中国科学技术大学担任讲师兼任数学教研室秘书，协助华罗庚筹建中国科学技术大学应用数学与计算技术系。1959年晋升副教授，成为当时最年轻的副教授之一，被华罗庚称作“教授”，从此“教授”成为其外号。不久，担任数学系副主任，在任系领导期间接纳了曾肯成、殷涌泉、石钟慈、陈希孺等右派或“落后”分子，后来在文化大革命期间成为其罪状之一。1964年，龚昇被派往顺义进行四清运动，一年后返校。不久，文化大革命爆发，校内出现了打到“刘华龚”的口号，龚昇与刘达、华罗庚一同受到冲击。1969年底，中国科学技术大学执行高校战备疏散方针，师生和设备整体南下。
文化大革命结束，中国科学技术大学数学系恢复主任责任制，华罗庚任系主任，龚昇为副系主任。1978年晋升正教授，1981年成为中国首批博士生导师。1984年，龚昇担任中国科学技术大学副校长，不久兼任研究生院院长和学术委员会主任，与时任校长管惟炎、副校长方励之并称为中国科学技术大学三驾马车，使得在1980年代中国科学技术大学达到了二次创业顶峰。八六学潮发生后，校领导机构开始频繁调整。1988年，复旦大学副校长谷超豪调任中国科学技术大学校长，龚昇开始专注教学研究工作并于1989年辞去副校长职务。在中国科学技术大学期间先后担任数学系副主任、数学研究所所长、副校长、研究生院院长、校学位委员会主任、校学术委员会主任等职务。2000年从中国科学技术大学退休，仍担任中国科技大学“华罗庚讲席教授”。
2002年与姜伯驹一同获得第五届华罗庚数学奖，并于10月31日在中国科技大学水上报告厅接受颁奖。
2010年冬，因癌症进入中国人民解放军海军总医院进行治疗。2011年1月10日14时14分，龚昇因医治无效于北京去世。逝世后，经丘成桐与杨乐两人倡议，中国科学院数学与系统科学研究院与中国科技大学联合组织，2011年8月16日至18日“国际分析——纪念龚昇教授”会议在北京召开。

## 贡献

### 复变函数论
在比贝尔巴赫猜想上，龚昇进行了系统的研究，并出版有相关专著。
华罗庚创立了典型域的调和分析理论，并指出典型群上的调和分析理论是其重要发展方向之一。1950年代以来，龚昇发展了一整套方法研究酉群上的调和分析，奠定了中国在群上调和分析领域领域研究的基础。并获得了1989年的国家自然科学三等奖。1978年至1980年期间，龚昇开始指导研究生在正交群和酉辛群上建立正交分析。1983年，出版了专著《典型群上的调和分析》。王世坤、陈广晓、董道珍、贺祖琪等人应用龚昇在酉群调和分析中建立的方法和思想，完成了紧李群、旋转群以及酉辛群上的调和分析，李世雄、郑学安等又在此基础上对紧致齐性空间的调和分析进行了研究。
1964年以来， 龚昇与孙继广一同对多复变数的柯西型积分以及奇异积分方程进行研究，但因文化大革命中断。1979年，龚昇与史济怀重新开始研究多复变数的奇异积分。龚昇开创了对多复变数奇异积分方向研究的新方法，发现多复变数奇异积分与传统的考尔德论-济格蒙德（Calderon-Zygmund）奇异积分的重要差异。1983年，《多复变数的奇异积分》出版，1993年，英文版《Integral of Cauthy Type on the Ball》出版。该项工作获得了1996年中国科学院自然科学一等奖。
1988年开始， 龚昇与美国加州大学圣地亚哥分校的卡尔·菲茨杰拉德（Carl Fitzgerald）教授等人合作，将古典几何函数论突破性地推广至多复变数中，被公认为国际多复变数几何函数论领域的开创者。

### 数学教育
在中国科学技术大学任职期间，龚昇担任了本科生数学基础课程的教学工作，见解独特。退休后，担任华罗庚讲席教授，进行相关教学工作。此外龚昇写下了《简明微积分》《简明复分析》等教程。
在微积分教学方面，龚昇早年在中国科学技术大学就主要教授微积分，并在1965年写下了讲义初稿，后在1978年到1981年间正式先后出版《简明微积分》的第一、第二、第三册，后曾反复再版，得到了吴文俊的重视并写下了读后感。2002年，受陈省身邀请，前往南开大学讲解了16学时的微积分课程；2003年，在浙江大学数学科学研究中心工作期间，又进行了10学时的微积分讲解；2004年，又在中国科学技术大学进行了20学时的微积分课程讲解；在此三次课程的基础上，龚昇完成了《微积分五讲》。其中，龚昇采用用外微分形式讲解微积分的方法得到了陈省身的肯定。
《简明复分析》教程除了在国内使用外，也被翻译成英文被国外大学采用，香港中文大学也曾采用本书进行教学。
龚昇还是中国数学竞赛最早的倡导者之一，1960年代，曾协助华罗庚编纂数学科普读物“数学小丛书”。

## 评价
由于种种原因，龚昇既未获得学位也未当选为院士，但其数学成就仍然得到了其他数学家的肯定，并获得了华罗庚数学奖。
- 2012年4月6日，丘成桐在接受张志辉的访谈中认为：“在中国当代数学家中，从学术水平上说龚昇是较为杰出的一位。中国数学界的院士水平总体不高，有很多所谓‘院士’的工作比龚昇差得多，所以龚昇没当上院士不是水平问题，可能是因人际纠葛，听说有院士压制他。”[1]此外，丘成桐还曾为之作挽词《忆江南·挽龚昇教授》：“夫子恨，惆怅翰林中，复变多元留旧愿，芬芳桃李正春浓，无奈水长东。”[11]
- 万哲先在纪念龚昇国际分析会上评价道“龚昇教授和我都是华罗庚老师的学生，我们私下经常以华老永不休止的工作作风互相勉励。华老1985年在东京大学讲台上仙逝后，我们更常说到华老永不休止的工作作风，我们是华老的学生，我们都应该学习他的永不休止的工作作风。龚昇教授确实做到了这一点，在他身患重病的生命的最后几年里，还在一直努力工作”，并且指出中国科学技术大学能够成为国内的一流大学，“龚昇教授是立了大功的”[3]。
- 陆启铿在纪念龚昇国际分析会上同样表达了对龚昇的怀念之情，表示“他作为我们这一代人经历过许多运动，尽管受过许多批判、隔离，但仍孜孜以求，勤奋工作”[3]。

## 家庭
父亲龚俊超为老师，毕业于上海龙门师范学校，曾担任过小学校长，后来在上海崇实中学教书。母亲杨本垚也曾做过小学教师。
因家境贫寒，大哥龚昊几乎未曾上学，年幼时进入纱厂当学徒，二十多岁时因劳累过度而生重病去世。二哥龚晨曾在上海师范专科学校数学系和上海复光中学任教，他对龚昇学习数学有一定的影响。三哥龚景，曾在上海市复旦中学任教，后任上海科学技术大学讲师。
龚昇有两个女儿，在美国定居。

## 著作
龚昇写下了诸多数学普及著作、教程以及学术专著。下面列出其部分著作。

### 普及
- 《从刘徽割圆谈起》（1963年）
- 《数学奥林匹克辅导讲座》（1988年）
- 《话说微积分》（1998年）
- 《微积分杂谈》（2002年）

### 专著
- 《多复变数的奇异积分》（1982年）
- 《典型群上的调和分析》（1983年）
- 《比贝尔巴赫猜想》（1989年）
- 《多复变数的凸映照与星形映照》（1995年）
- 《布洛赫常数与许瓦尔兹导数》（1998年，合著）

### 教程
- 《简明微积分》（1978年，合著）
- 《复变函数概貌》（1989年，合著）
- 《简明复分析》（1996年）
- 《微积分五讲》（2004年）
- 《线性代数五讲》（2005年）

### 论文
- 《龚昇论文选集》（2008年）

## 奖项
在工作生涯中，龚昇获得了包括华罗庚数学奖在内的许多奖项。下面列出其所获得的部分奖项。
- 中国科学院科技进步二等奖（1980年）
- 国家自然科学三等奖（1989年）
- 中国科学院自然科学一等奖（1996年）
- 中国科学院自然科学一等奖（2000年）
- 华罗庚数学奖（2002年）